# Narcotic
Narcotic ist ein Lied der deutschen Rockband Liquido aus dem Jahr 1997. Es erschien im August 1998 als Single und avancierte zum Nummer-eins-Hit und weltweiten Millionenseller.

## Entstehung und Veröffentlichung
Geschrieben wurde das Lied gemeinsam von den beiden Liquido-Mitgliedern Tim Eiermann und Wolfgang Schrödl. Für die Produktion zeichneten alle Liquido-Mitglieder, zusammen mit Olaf Wozniak, verantwortlich.
Die Erstveröffentlichung von Narcotic erfolgte als Single am 31. August 1998 bei Virgin Records. Diese erschien als CD-Maxi-Single mit einer erweiterten Fassung des Liedes sowie Agree to Stay und Amie als B-Seiten (Katalognummer: 8952652). Am 22. Januar 1999 erschien das Lied als Teil vom selbstbetitelten Debütalbum (Katalognummer: 8470922). Bereits im Jahr 1997 erschien eine Demoaufnahme zu Narcotic.

## Stil
Bekanntes Kennzeichen des Liedes ist das prägnante Synthesizer-Riff.

## Inhalt
Inhalt des Liedes ist das Ende einer Liebesbeziehung. Wolfgang Schrödl, Frontman von Liquido, begann 1996 in seiner Heidelberger Wohnung mit den Schreibarbeiten. Auf seinem gebraucht gekauften Roland D70 waren modifizierte Sounds des Vorbesitzers vorhanden, die ihn die Melodien eigenen Aussagen zufolge fast automatisch spielen ließen. Anschließend schickte die Band das Lied auf einem Demomixtape an verschiedene Plattenfirmen und bekam erste positive Rückmeldungen, jedoch wollte kein Label diesen unzeitgemäßen Titel veröffentlichen. Erst 1998 nach erneuter Aufnahme und Produktion entschied sich Virgin Records, der Band eine Chance zu geben.

## Kommerzieller Erfolg

### Chartplatzierungen
Narcotic stieg auf Platz 87 der deutschen Singlecharts ein und erhöhte seine Platzierung bis auf Rang drei. In Österreich erreichte es Platz eins und in der Schweiz Platz zwei. Das Lied war ein europaweiter Erfolg und erreichte nicht nur in den deutschsprachigen Ländern hohe Chartplatzierungen, sondern auch in Belgien (Rang 5), den Niederlanden und Norwegen (Rang 6).
| ChartsChartplatzierungen | Höchstplatzierung | Wochen |
| ------------------------ | ----------------- | ------ |
| Deutschland (GfK)        | 3 (31 Wo.)        | 31     |
| Österreich (Ö3)          | 1 (19 Wo.)        | 19     |
| Schweiz (IFPI)           | 2 (24 Wo.)        | 24     |

| ChartsJahrescharts (1998) | Platzierung |
| ------------------------- | ----------- |
| Deutschland (GfK)         | 83          |

| ChartsJahrescharts (1999) | Platzierung |
| ------------------------- | ----------- |
| Deutschland (GfK)         | 15          |
| Österreich (Ö3)           | 5           |
| Schweiz (IFPI)            | 11          |

### Auszeichnungen für Musikverkäufe
Die Single verkaufte sich laut Quellen acht Millionen Mal, davon sind lediglich 625.000 durch Schallplattenauszeichnungen belegt.
| Land/Region        | Auszeichnungen für Musikverkäufe (Land/Region, Auszeichnung, Verkäufe) | Verkäufe |
| ------------------ | ---------------------------------------------------------------------- | -------- |
| Belgien (BRMA)     | Gold                                                                   | 25.000   |
| Deutschland (BVMI) | Platin                                                                 | 500.000  |
| Italien (FIMI)     | Gold                                                                   | 25.000   |
| Österreich (IFPI)  | Platin                                                                 | 50.000   |
| Schweiz (IFPI)     | Gold                                                                   | 25.000   |
| Insgesamt          | 3× Gold · 2× Platin ·                                                  | 625.000  |

## Version von Younotus
Das Berliner DJ-Duo Younotus veröffentlichte 2019 ein Cover des Originals, das Platz 16 der deutschen Singlecharts erreichte. Unter dem Pseudonym Senex tritt Liquido-Mitglied Schrödl auch in dieser Version neben dem niederländischen Musiker Janieck als Sänger in Erscheinung.
Chartplatzierungen
| ChartsChartplatzierungen | Höchstplatzierung | Wochen |
| ------------------------ | ----------------- | ------ |
| Deutschland (GfK)        | 16 (25 Wo.)       | 25     |
| Österreich (Ö3)          | 11 (21 Wo.)       | 21     |
| Schweiz (IFPI)           | 18 (23 Wo.)       | 23     |

| ChartsJahrescharts (2019) | Platzierung |
| ------------------------- | ----------- |
| Deutschland (GfK)         | 48          |
| Österreich (Ö3)           | 38          |
| Schweiz (IFPI)            | 66          |

Auszeichnungen für Musikverkäufe

| Land/Region        | Auszeichnungen für Musikverkäufe (Land/Region, Auszeichnung, Verkäufe) | Verkäufe |
| ------------------ | ---------------------------------------------------------------------- | -------- |
| Deutschland (BVMI) | Platin                                                                 | 400.000  |
| Frankreich (SNEP)  | Gold                                                                   | 100.000  |
| Österreich (IFPI)  | Gold                                                                   | 15.000   |
| Polen (ZPAV)       | Gold (Dimitri Vegas vs Ummet Ozcan Remix)                              | 25.000   |
| Insgesamt          | 3× Gold · 1× Platin ·                                                  | 540.000  |